# Berta Zahourek
Berta Zahourek (Viena, 3 de gener de 1896 – 14 de juny 1967) va ser una nedadora austríaca que va competir a començaments del segle xx.
El 1912 va prendre part en els Jocs Olímpics d'Estocolm, on disputà dues proves del programa de natació. En la prova dels 100 metres lliures quedà eliminada en sèries, mentre en la prova dels relleus 4x100 metres lliures guanyà la medalla de bronze, amb la qual cosa es convertia en la primera dona austríaca en guanyar una medalla olímpica, conjuntament amb les seves companyes d'equip Margarete Adler, Klara Milch i Josephine Sticker.